# Diamantes marrones
Los diamantes marrones son la variedad de color más común de diamantes naturales. El color marrón reduce su atractivo como piedras preciosas y la mayoría se utilizan para fines industriales. Sin embargo, los avances técnicos y los programas de mejora de su comercialización, especialmente en Australia, han dado lugar a que los diamantes marrones ganen valor como piedras preciosas en los últimos años.  Los diamantes de Australia, que constituyen un tercio de la producción mundial, son especialmente ricos en piedras marrones. Se ha dedicado mucha investigación científica a entender el origen del color marrón. Se han identificado varias causas, incluyendo daños por irradiación, impurezas de níquel y defectos en la red cristalina relacionados con la deformación plástica. Este último fenómeno se considera como la causa predominante, sobre todo en los diamantes puros. Un tratamiento de alta presión y alta temperatura se emplea para corregir los defectos en la red y convertir diamantes marrones en piedras amarillas o incluso incoloras.

## Introducción
Los diamantes presentan varios colores como amarillo, verde, naranja, diferentes tonos de color rosa y rojo, marrón, gris y negro. Antes del desarrollo de la mina de diamantes de Argyle en Australia en 1986, la mayoría de los diamantes marrones se consideraban inútiles para la joyería, y además ni siquiera eran evaluados en la escala de color de los diamantes, y se utilizaron principalmente para fines industriales. Sin embargo, la estrategia de marketing cambió en las décadas de 1980 y los diamantes marrones se están convirtiendo en piedras preciosas populares. El cambio se debió principalmente a los números: la mina de Argyle, con sus 35 millones de quilates (7.000 kg) de diamantes al año, hace alrededor de un tercio de la producción mundial de diamantes naturales, el 80% de los diamantes de Argyle son de color marrón. El porcentaje de diamantes café es menor en otras minas, pero casi siempre es una parte importante de la producción total. En consecuencia, la investigación científica se ha intensificado en las causas de color marrón en el diamante y las formas de alterar, como se describe en la sección causa del color.

## Diamantes marrones singulares

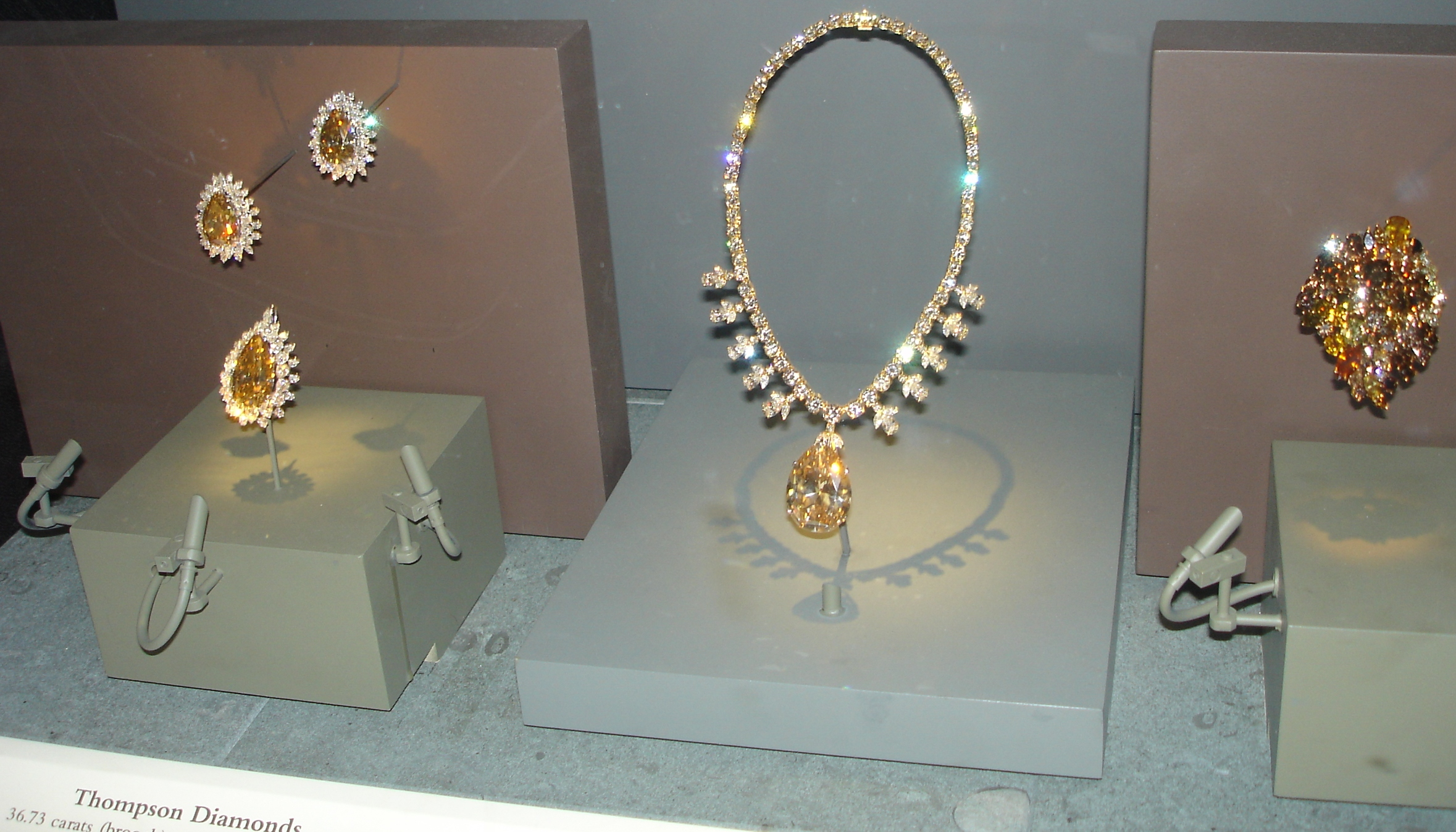
Colección de diamantes marrones en el Smithsonian. El colgante en forma de pera en la parte inferior del collar pesa 67 quilates (13 g)

- El diamante Jubileo de Oro es en la actualidad el diamante cortado más grande del mundo. Fue encontrado en 1985 como una piedra en bruto de 755,5 quilates (151 g) en la mina Premier, de Sudáfrica (una de las minas de diamantes más famosas del mundo, dirigida por De Beers). La piedra fue cortada quedándose en 545,67 quilates (109,13 g). Un grupo de empresarios liderado por Henry Ho de Tailandia la compró a De Beers en 1995. El diamante recibió el nombre de Jubileo de Oro en homenaje al Rey Bhumibol Adulyadej, y se le regaló con motivo del 50 aniversario de su coronación.[8]

- El diamante Estrella de la Tierra se encontró en una mina sudafricana de De Beers (la mina de Jagersfontein), el 16 de mayo de 1967. El diamante apareció en la cota 760 m de una chimenea volcánica. La gema en bruto pesaba 248,9 quilates (49,8 g) y se cortó en forma de pera, con un peso de 111,59 quilates (22,32 g). La pieza cuenta con un fuerte color marrón y un brillo extraordinario. El diamante se vendió en 1983 por 900.000 dólares.[9][10]

- La Estrella del Sur (nombre original portugués "Estrela do Sul") es uno de los diamantes más grandes que se han encontrado en Brasil y el primer diamante brasileño en recibir el reconocimiento internacional.[11] La piedra en bruto original fue encontrado en 1853 por una esclava de origen africano, hallazgo por el que fue recompensada con su libertad y una pensión vitalicia. El diamante fue cortado en una talla de cojín que pesa 128,48 quilates (25,70 g). Durante mucho tiempo, la Estrella del Sur fue considerada como "de lejos, el mayor diamante descubierto por cualquier mujer en cualquier lugar",[12] hasta que en la década de 1980 se descubrió el Diamante Incomparable. El diamante tiene una nota de color rosado.
- El diamante Incomparable es otro diamante africano, uno de los más grande jamás encontrados en todo el mundo (890 quilates (180 g)). Una joven lo encontró en 1984 en una pila de escombros procedentes del vertedero de la antigua mina de diamantes MIBA, en la República Democrática del Congo. Los escombros se acumulaban en escombreras tras el proceso de recuperación, y se consideraba altamente improbable que contuvieran diamantes. Se pensó que podía ser cortado para obtener la mayor joya del mundo, pero finalmente, el tamaño se redujo a 407,5 quilates (81,5 g) en aras de tener un menor número de defectos internos. A pesar de ello, se convirtió en el tercer diamante tallado más grande después del Cullinan I y del Jubileo de Oro.[13][14][15] Antes de ser cortada, la piedra fue el diamante más grande de color marrón y el cuarto diamante más grande de cualquier color que se haya descubierto después del Cullinan (3106,75 quilates (621,35 g)), del Excelsior Diamond (995 quilates (199 g)) y de la Estrella de Sierra Leona (968,9 quilates (193,8 g)).[13] La piedra fue cortada por un equipo dirigido por Marvin Samuels, quien obtuvo la copropiedad de la piedra junto con Donald Zale de Zales Joyeros y Louis Glick. En noviembre de 1984, las piedras terminadas fueron puestas en exhibición: un solo diamante de 407,48 quilates (81,50 g) con forma de "triolette, y catorce piezas adicionales. En particular, el resto de piedras cortadas tenían colores muy variados, desde casi incoloro a amarillo-marrón. La mayor de estas piedras todavía lleva el nombre de Diamante Incomparable, y fue calificado por el GIA como internamente sin defectos en el año 1988.[14]

- El Lesotho Brown fue descubierto  en 1967 por Ernestina Ramaboa en la mina de diamantes de Letseng en Lesoto, en Letseng-la-Terai. La piedra en bruto pesaba 601 quilates (120 g) y se cortó en 1968 en 18 diamantes pulidos con un total de 252,40 quilates (50,48 g). La más grande, de 71,73 quilates (14,35 g), es una pieza de talla esmeralda conocida como Lesotho I. El Lesotho III (el tercer corte por tamaño de la piedra) pesa 40,42 quilates (8,08 g) y tiene forma de marquesa. Fue propiedad de Jackie Kennedy, a quien se lo regaló su segundo marido, el naviero griego Aristóteles Onassis. El anillo en el que estaba engarzado (con una montura de platino creada por el joyero Harry Winston), tenía un valor estimado de 600 000 dólares estadounidenses, pero en la subasta de los bienes de Jackie Kennedy en abril de 1996 alcanzó un precio de 2 587 500 dólares. El Lesotho I se subastó en la casa Sotheby's en Ginebra el 19 de noviembre de 2008, como parte de una venta de joyas excepcionales, pero no llegó a venderse. Su precio estimado se había fijado entre 3.360.000 y 5.600.000 francos suizos (lo que equivalía a entre 2.783.894 y 4.639.824 dólares). En la descripción del lote mencionado, se indicaba que se ponía a la venta por el mismo propietario que originalmente se lo había comprado hacia 1969 al joyero Harry Winston.[16] También se indicaba que la joya tenía una claridad de VVS2 y una excelente simetría, y aunque la piedra (y los otros fragmentos del Lesotho) tiene un color marrón pálido, este último detalle no se mencionaba en el texto de la subasta.

## Causas del color

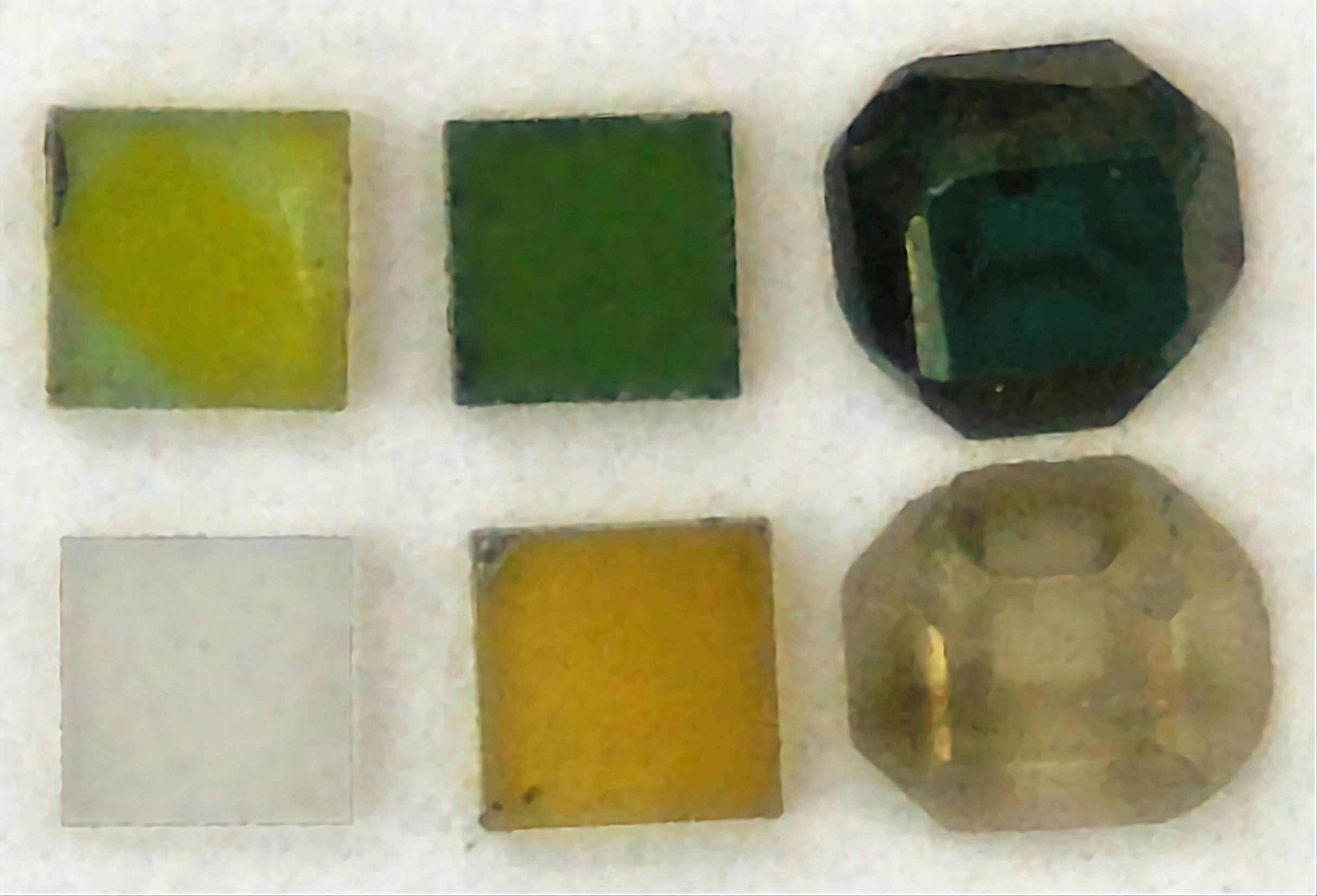
Diamantes puros, antes (arriba) y después (abajo) de la irradiación y el recocido. [1] (inicial 2 × 2 mm) [2 al 4] irradiados por diferentes dosis de electrones de 2 MeV [5 y 6] e irradiados con dosis diferentes y recocido a 800 °C

### Irradiación
La irradiación de un diamante mediante partículas de alta energía (electrones, iones, neutrones) o rayos gamma) descoloca los átomos de carbono y genera huecos en la estructura del diamante. Estos huecos producen centros de color verde en los diamantes transparentes puros y de color verde-amarillo en los diamantes amarillos. Los diamantes amarillos tienen un color sobre todo debido a las impurezas de nitrógeno y constituyen la mayoría de todos los diamantes naturales. El calentamiento de los diamantes irradiados a temperaturas superiores a 600 °C genera un color café asociado con la agregación de los huecos, con o sin nitrógeno.
Tal irradiación y tratamiento de recocido puede producirse en la naturaleza porque los diamantes son acompañados a menudo por minerales que contienen uranio y emiten partículas alfa. Sin embargo, el color producido de este modo se limita a una fina capa superficial de pocos micrómetros. El color homogéneo se puede producir si el tratamiento se realiza artificialmente, utilizando electrones, neutrones o rayos gamma. El tratamiento de radiación induce características líneas agudas de absorción óptica que son fácilmente detectadas por técnicas espectroscópicas.

### Diamantes marrones sintéticos
Los diamantes sintéticos creados mediante la compresión de grafito a varios gigapascales y calentado a temperaturas superiores a 1500 °C son generalmente ricos en nitrógeno. El nitrógeno en los diamantes se dispersa a través de la red, como átomos individuales, e induce el color amarillo. El níquel se añade a menudo al grafito para acelerar su conversión en diamante. La incorporación de níquel y nitrógeno al diamante induce un color marrón. El níquel es fácilmente detectable por medio de sus señales de absorción características y su luminiscencia óptica, lo que hace que estos diamantes sean fácilmente identificables.

### Diamantes marrones naturales
Mientras que el color marrón debido a los huecos de irradiación o las impurezas de níquel se puede reconocer fácilmente a través espectroscópicas (absorción, por ejemplo), la mayoría de los diamantes marrones naturales no presentan picos de absorción característicos. Existe un consenso acerca de que su color se debe a la deformación plástica. Esta razón en particular ha sido debidamente identificada (grandes grupos de átomos faltantes) solo en los diamante marrones naturales del tipo IIa. Otros resultados recientes sugieren que estos grandes grupos de átomos faltantes (mini-espacios vacíos) son también una causa probable en otros tipos de diamantes. Los defectos en la red de átomos de carbono son probablemente los responsables del color de los diamantes notables descritos anteriormente.

### Diamantes marrones tratados con calor
El concepto de que el color marrón podría estar relacionado con las imperfecciones de la red de átomos ha conducido a una técnica para convertir diamantes marrones en diamantes de color amarillo claro o incluso incoloros, mucho más valiosos. El diamante es sometido a altas presiones de entre 6 y 10 GPa y temperaturas superiores a 1600 °C, que restituyen estos defectos (en un proceso similar al recocido en los metales). La técnica ha sido demostrada en varios laboratorios de investigación en Rusia y en los Estados Unidos. En marzo de 1999, Pegasus Overseas Ltd (POL) de Amberes, Bélgica, una subsidiaria de Lazare Kaplan International, comenzó la comercialización de diamantes procesados por General Electric (GE). Esos diamantes recibieron el nombre de GE POL (o GEPOL ) y se comercializan en los EE. UU. como diamantes Bellataire. La existencia y la identidad del proceso de tratamiento se consideró tan relevante, que en todos los diamantes tratados se graba con láser una inscripción de tamaño micrométrico con las letras "GEPOL". En 2004, sin embargo, la sección GE de diamante fue comprado por Littlejohn y Co. y renombrada como Diamond Innovations. Desde 1999, varias empresas de todo el mundo han adoptado la técnica, y se utilizan diferentes nombres de marca para identificar los diamantes procesados.